# Adam Dunn
Pour les articles homonymes, voir Dunn.
Adam Troy Dunn (né le 9 novembre 1979 à Houston, Texas, États-Unis) est un ancien joueur des Ligues majeures de baseball. Il évolue aux postes de joueur de premier but, de voltigeur et frappeur désigné de 2001 à 2014 et frappe 462 circuits en carrière.
Il compte deux sélections au match des étoiles et a frappé 40 circuits ou plus dans 6 saisons différentes. En 2012, il devient le 50e joueur de l'histoire à réussir 400 coups de circuit dans le baseball majeur. Au moment de sa retraite, il est le 3e joueur le plus souvent retiré sur des prises en carrière (2 379 fois), 35e dans l'histoire pour les circuits et 40e avec 1 317 buts-sur-balles soutirés aux lanceurs adverses. Il mène le baseball majeur à 4 reprises pour les retraits sur des prises, mais mène aussi en deux occasions pour les buts-sur-balles.

## Carrière

### Débuts
Après des études secondaires à la New Caney High School de New Caney (Texas), Adam Dunn suit des études supérieures à l'Université du Texas à Austin. Il est quarterback des Texas Longhorns en football américain durant une saison, mais opte finalement pour le baseball.  

### Reds de Cincinnati

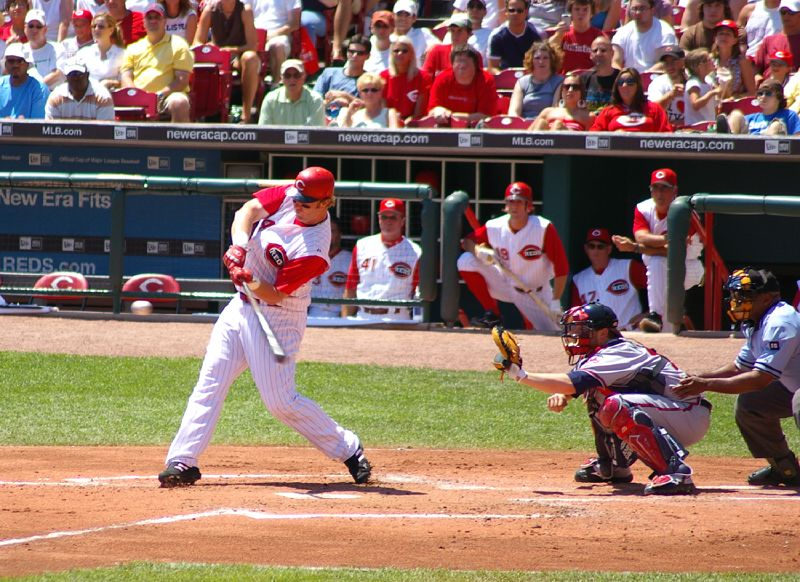
Adam Dunn en 2006 avec les Reds de Cincinnati.

Il est drafté le 2 juin 1998 par les Reds de Cincinnati au deuxième tour de sélection. Il perçoit un bonus de 772 000 dollars à la signature de son premier contrat professionnel le 11 juin 1998. 
Il passe trois saisons en Ligues mineures avant d'effectuer ses débuts en Ligue majeure le 20 juillet 2001. Il frappe 19 coups de circuit en seulement 66 parties à sa saison recrue et termine 4e au vote annuel déterminant la recrue par excellence de la Ligue nationale.
En 2002, il est invité au match des étoiles.
Dunn, un frappeur gaucher, se distingue surtout pour sa puissance au bâton. Après des saisons de 26 et 27 circuits en 2002 et 2003 avec les Reds, il connaît sa meilleure année en offensive avec 46 longues balles en 2004. Il totalise également 102 points produits cette année-là. 
De 2005 à 2008, Dunn a frappé 40 circuits à chaque saison, égalant un record des majeures pour le plus grand nombre de saisons consécutives avec exactement le même total de circuits (Ken Boyer en avait totalisé 24 chaque année de 1961 à 1964 et Fred Lynn 23 de 1983 à 1987).
En 2007, Dunn produit 106 points. Il s'agit de la 3e de 4 saisons de 100 points produits ou plus pour lui.
En revanche, comme c'est souvent le cas pour les frappeurs de puissance, Adam Dunn est fréquemment retiré au bâton. Il a dominé à trois reprises le baseball majeur pour le plus grand nombre de fois retiré sur trois prises (195 en 2004, 168 en 2005 et 194 en 2006). 

### Diamondbacks de l'Arizona

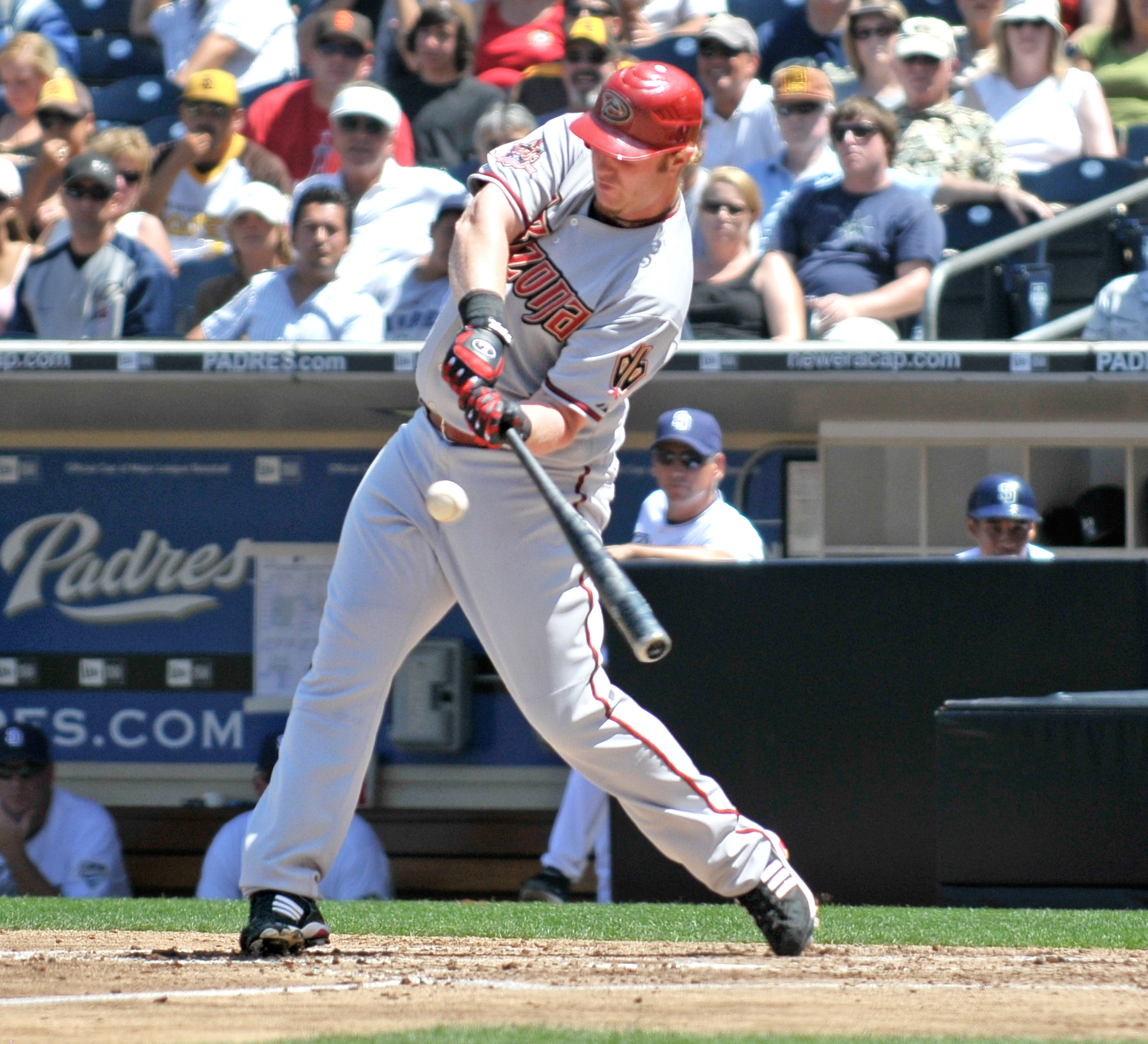
Dunn en 2008 chez les Diamondbacks.

#### Saison 2008
Le 11 août 2008, Adam Dunn est échangé des Reds de Cincinnati aux Diamondbacks de l'Arizona en retour des lanceurs Dallas Buck et Micah Owings, du receveur Wilkin Castillo  et d'une somme d'argent. Premiers dans la division Ouest durant l'été, les Diamondbacks espèrent un championnat avec l'ajout de Dunn, mais ils ratent toutefois les séries éliminatoires et le puissant cogneur quitte l'Arizona une fois la saison terminée. En 44 parties avec les D-Backs, il frappe pour ,243 de moyenne au bâton avec 8 circuits et 26 points produits. Il termine l'année avec 40 longues balles, 100 points produits et une moyenne de ,236 au total avec Cincinnati et Arizona. Il est retiré 164 fois sur des prises, mais mène aussi tous les joueurs du baseball majeur avec 122 buts-sur-balles, un sommet personnel.

### Nationals de Washington

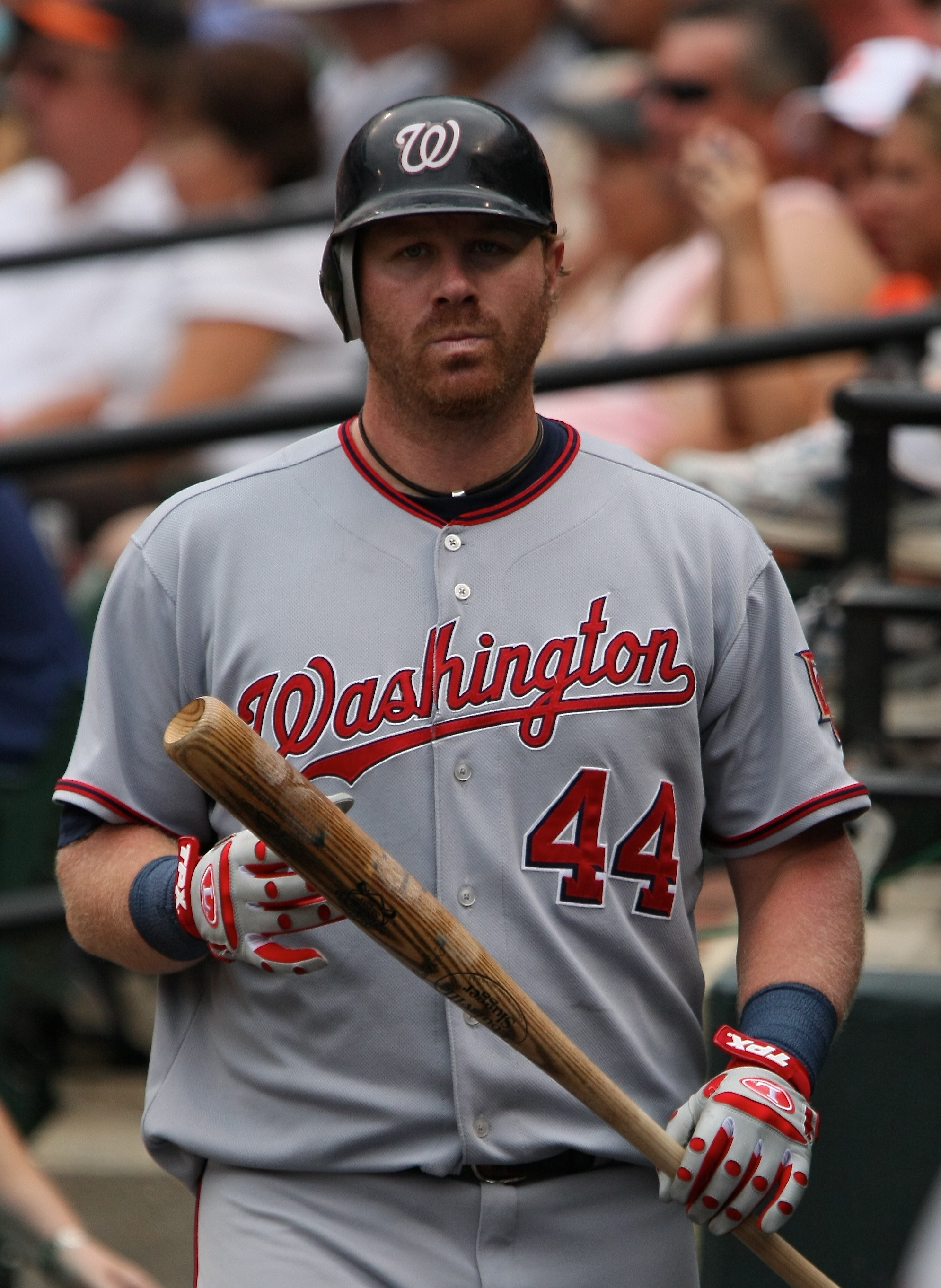
Adam Dunn en 2009 avec les Nationals.

#### Saison 2009
Il signe comme joueur autonome avec les Nationals de Washington en février 2009 et amorce quelques semaines plus tard sa première saison dans cet uniforme. Avant cela, Dunn est membre de l'équipe des États-Unis qui dispute la Classique mondiale de baseball 2009, en mars.
Le 5 juillet 2009, il frappe son 300e coup de circuit en carrière dans un gain des Nats, 5-3 sur les Braves d'Atlanta.
En 2009 avec Washington, il produit 105 points, un de moins que son record personnel. Il cogne 38 circuits. C'est la première fois en six saisons qu'il n'atteint pas le plateau des 40 longues balles en une année.

#### Saison 2010
En 2010, Dunn frappe 38 circuits et produit 103 points pour les Nationals. Il est aussi retiré au bâton 199 fois, un nombre record pour lui; seul Mark Reynolds le devance dans cette catégorie peu envieuse. Pour la troisième fois de sa carrière, il est considéré au titre de joueur par excellence de la saison dans la Ligue nationale, mais avec une poignée de votes il termine loin derrière le vainqueur, soit au 21e rang du scrutin. 

### White Sox de Chicago

#### Saison 2011
En décembre 2010, Adam Dunn signe un contrat de 56 millions de dollars pour quatre ans avec les White Sox de Chicago.
Il est un des joueurs les plus décevants de la saison 2011 dans le baseball majeur alors que sa moyenne au bâton ne dépasse même pas la ligne de Mendoza. En 122 parties jouées avec les Sox, Dunn ne frappe que pour ,159. C'est de loin sa pire performance en carrière et ses autres statistiques offensives vont de pair : seulement 66 coups sûrs, 11 circuits et 42 points produits. Il rate sa chance de dépasser Babe Ruth au second rang de l'histoire pour le plus grand nombre de saisons consécutives avec un minimum de 38 circuits, sa séquence prenant fin avec 7 campagnes du genre.

#### Saison 2012
En 2012, Dunn mène le baseball majeur pour les retraits sur des prises (222) mais aussi pour les buts-sur-balles (105). Il frappe 41 circuits, produit 96 points et honore sa deuxième sélection au match des étoiles.
Il établit un record des majeures pour un joueur de position en étant retiré sur des prises lors de 32 matchs consécutifs, record battu en 2017 par Aaron Judge.

### Athletics d'Oakland
Le 31 août 2014, les White Sox échangent Adam Dunn aux Athletics d'Oakland contre le lanceur droitier Nolan Sanburn. Le joueur de 34 ans annonce du même coup qu'il prendra sa retraite à la fin de la saison. Au terme de la campagne, Dunn a la chance de jouer pour la première fois en séries éliminatoires après 2 001 matchs disputés en saison régulière. Malheureusement pour lui, les Athletics perdent le match de meilleur deuxième le 30 septembre en ouverture des éliminatoires et sont éliminés dans une partie où Dunn n'a pas la chance d'entrer en jeu. Immédiatement après la défaite, Dunn confirme sa retraite sportive.

### Palmarès
Adam Dunn a joué 2 001 matchs en 14 saisons de carrière dans les majeures. Il compte 1 631 coups sûrs, dont 334 doubles, 10 triples et 462 circuits. Au moment de sa retraite après la saison 2014, il occupe le 35e rang de l'histoire des majeures pour les circuits et 40e avec 1 317 buts-sur-balles. Il est aussi au moment de la retraite 3e de l'histoire du baseball majeur avec 2 379 retraits sur des prises en 8 328 passages au bâton, derrière seulement Reggie Jackson et Jim Thome. Sa moyenne au bâton en carrière est de ,237 mais elle est bonifiée d'une moyenne de présence sur les buts de ,364 et d'une moyenne de puissance de ,490. Dunn compte 1 168 points produits, 1 097 points marqués et 63 buts volés.

## Statistiques
| Saison | Équipe     | G    | AB   | R   | H    | 2B  | 3B | HR  | RBI | SB | BA   |
| ------ | ---------- | ---- | ---- | --- | ---- | --- | -- | --- | --- | -- | ---- |
| 2001   | Cincinnati | 66   | 244  | 54  | 64   | 18  | 1  | 19  | 43  | 4  | .262 |
| 2002   | Cincinnati | 158  | 535  | 84  | 133  | 28  | 2  | 26  | 71  | 19 | .249 |
| 2003   | Cincinnati | 116  | 381  | 70  | 82   | 12  | 1  | 27  | 57  | 8  | .215 |
| 2004   | Cincinnati | 161  | 568  | 105 | 151  | 34  | 0  | 46  | 102 | 6  | .266 |
| 2005   | Cincinnati | 160  | 543  | 107 | 134  | 35  | 2  | 40  | 101 | 4  | .247 |
| 2006   | Cincinnati | 160  | 561  | 99  | 131  | 24  | 0  | 40  | 92  | 7  | .234 |
| 2007   | Cincinnati | 152  | 522  | 101 | 138  | 27  | 2  | 40  | 106 | 9  | .264 |
| 2008   | Cincinnati | 114  | 373  | 58  | 87   | 14  | 0  | 32  | 74  | 1  | .233 |
| 2008   | Arizona    | 44   | 144  | 21  | 35   | 9   | 0  | 8   | 26  | 1  | .243 |
| 2009   | Washington | 159  | 546  | 81  | 146  | 29  | 0  | 38  | 105 | 0  | .267 |
| 2010   | Washington | 158  | 558  | 85  | 145  | 36  | 2  | 38  | 103 | 0  | .260 |
| Totaux | Totaux     | 1448 | 4975 | 865 | 1246 | 266 | 10 | 354 | 880 | 59 | .250 |

Note : G = Matches joués ; AB = Passages au bâton; R = Points ; H = Coups sûrs ; 2B = Doubles ; 3B = Triples ; 
HR = Coup de circuit ; RBI = Points produits ; SB = Buts volés ; BA = Moyenne au bâton.